# Серебряное сечение
Сере́бряное сече́ние — математическая константа, выражающая некоторое геометрическое соотношение, выделяемое эстетически. В отличие от золотого сечения, по аллюзии с которым оно названо, серебряное сечение не имеет единого определения. Наиболее последовательным является следующее:
1. Величины a и b находятся в «серебряном сечении», если отношение суммы b + 2a к a равняется отношению a к b:

{\displaystyle ~~~~~{\frac {b+2a}{a}}={\frac {a}{b}}~}, где a - большее число, b - меньшее число.
1. Серебряное сечение — иррациональное (но алгебраическое) число, равное {\displaystyle 1+{\sqrt {2}}} или приблизительно 2,4142135623. Для использования в процентном делении используется отношение, близкое к этому числу, — 70/29.

В последнее время некоторые художники и архитекторы считают это отношение «красивым». Возможно, они опираются на теорию динамических прямоугольников Джея Хембриджа. Математики исследовали серебряное соотношение со времён древнегреческой науки (хотя такое название, возможно, появилось только недавно), так как оно связано с квадратным корнем из 2, его подходящими дробями, квадратными треугольными числами, числами Пелля, восьмиугольником и др.
Обозначим далее серебряное сечение через {\displaystyle \delta _{S}} (общепринятого обозначения нет). Соотношение, описанное в определении выше, записывается алгебраически так:
{\displaystyle {\frac {b+2a}{a}}={\frac {a}{b}}=\delta _{S}\,.}
Это уравнение имеет единственный положительный корень.

Геометрическое доказательство того, что корень из двух — иррационален.

{\displaystyle {\frac {b+2a}{a}}={\frac {a}{b}}.}
{\displaystyle b^{2}+2ab=a^{2}.}
{\displaystyle b^{2}+2ab+a^{2}=2a^{2}.}
{\displaystyle (a+b)^{2}=2a^{2}.}
{\displaystyle a+b=\pm a{\sqrt {2}}.}
{\displaystyle b=(\pm {\sqrt {2}}-1)\cdot a.}
{\displaystyle {\frac {a}{b}}={\frac {1}{\pm {\sqrt {2}}-1}}={\frac {\pm {\sqrt {2}}+1}{(\pm {\sqrt {2}}-1)(\pm {\sqrt {2}}+1)}}=\pm {\sqrt {2}}+1.}
Положителен только корень {\displaystyle {\sqrt {2}}+1=\delta _{S}}.
{\displaystyle \delta _{S}\approx 2{,}414\,213\,562\,373} (последовательность A014176 в OEIS)

## Формулы
2,4142135623 7309504880 1688724209 6980785696 7187537694 
8073176679 7379907324 7846210703 8850387534 3276415727 
3501384623 0912297024 9248360558 5073721264 4121497099
9358314132 2266592750 5592755799 9505011527 8206057147 
0109559971 6059702745 3459686201 4728517418 6408891986
0955232923 0484308714 3214508397 6260362799 5251407989
6872533965 4633180882 9640620615 2583523950 5474575028
7759961729 8355752203 3753185701 1354374603 4084988471
6038689997 0699004815 0305440277 9031645424 7823068492
9369186215 8057846311 1596668713 0130156185 6898723723
5288509264 8612494977 1542183342 0428568606 0146824720
7714358548 7415565706 9677653720 2264854470 1585880162
0758474922 6572260020 8558446652 1458398893 9443709265
9180031138 8246468157 0826301005 9485870400 3186480342
1948972782 9064104507 2636881313 7398552561 1732204024
5091227700 2269411275 7362728049 5738108967 5040183698
6836845072 5799364729 0607629969 4138047565 4823728997
1803268024 7442062926 9124859052 1810044598 4215059112
0249441341 7285314781 0580360337 1077309182 8693147101 
7111168391 6581726889 4197587165 8215212822 9518488472
- {\displaystyle \delta _{S}=1+{\sqrt {2}}\approx 2{,}414\,213\,562\,373\,095\,048\,801\,688\,724\,210}. Это следует из {\displaystyle (\delta _{S}-1)^{2}=2\,.}

- {\displaystyle \delta _{S}=[2;2,2,2,\dots ]} — в виде цепной дроби:

{\displaystyle \delta _{S}=2+{\cfrac {1}{2+{\cfrac {1}{2+{\cfrac {1}{2+\ddots }}}}}}\,.}
подходящие дроби этой непрерывной дроби (2/1, 5/2, 12/5, 29/12, 70/29, …) являются отношениями последовательных чисел Пелля. Эти дроби дают хорошие рациональные аппроксимации серебряного сечения, аналогично тому, что золотое сечение приближается отношениями последовательных чисел Фибоначчи.
В виде бесконечных вложенных радикалов:
- {\displaystyle \delta _{S}=2{\sqrt {{\frac {1}{4}}+{\sqrt {{\frac {1}{4}}+{\sqrt {{\frac {1}{4}}+...}}}}}}}.
- {\displaystyle \delta _{S}={\sqrt {1+2{\sqrt {1+2{\sqrt {1+...}}}}}}}.

## Другие определения
Встречаются и другие определения серебряного сечения.
Например, отталкиваясь от определения золотого сечения через цепную дробь, серебряными называют любые цепные дроби, в которых знаменатели постоянны:
{\displaystyle [n;n,n,n,\dots ]}.